# 納普夫峰
47°03′35″N 12°02′23″E / 47.05972°N 12.03972°E

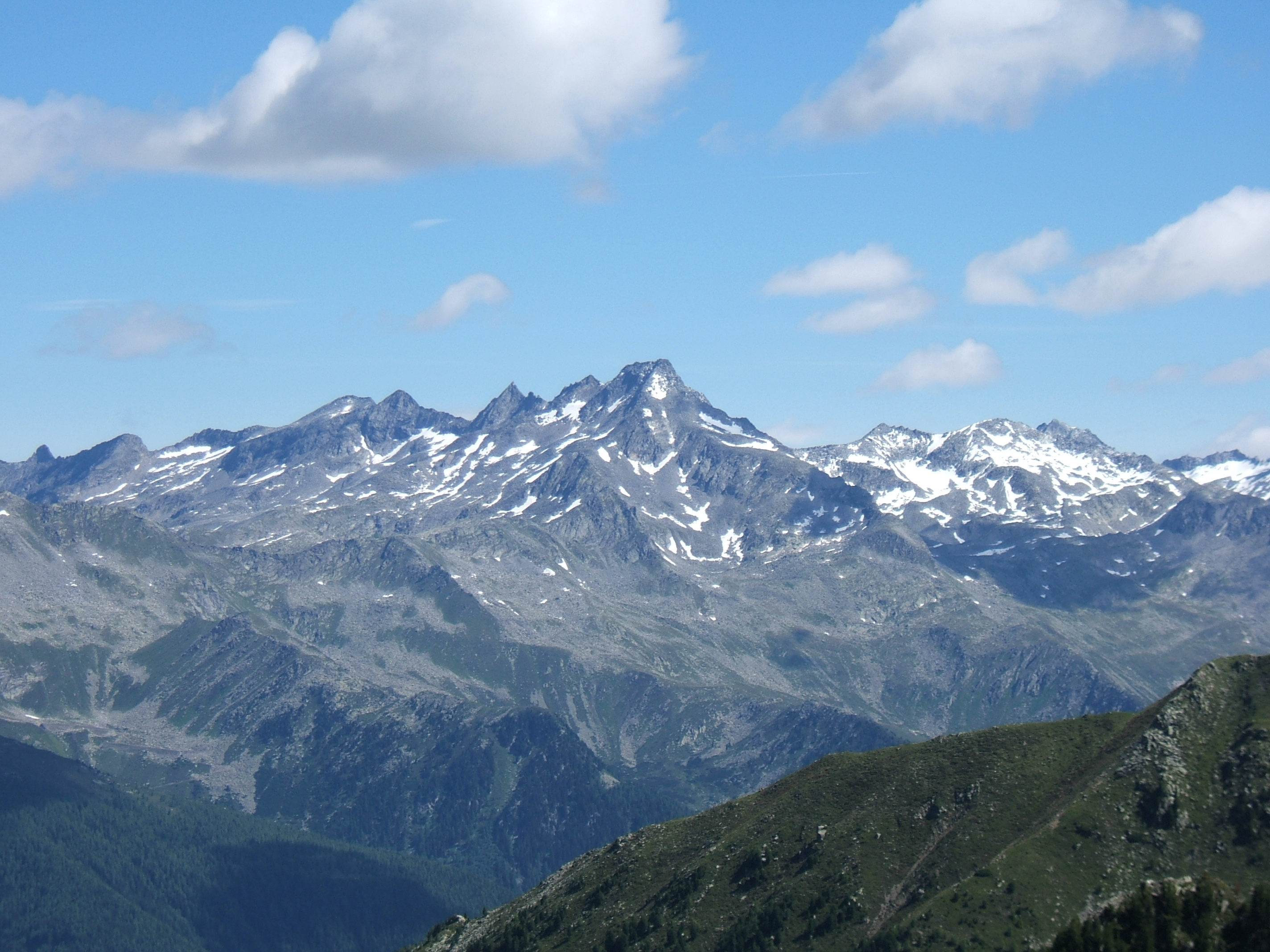

納普夫峰（德語：Napfspitze），是南歐的山峰，位於奥地利和意大利接壤的邊境，屬於齊勒塔爾阿爾卑斯山脈的一部分，海拔高度3,144米，每年平均降雨量1,880毫米。
[{Italty-geo-stub}}